# Fehérvári út

A korábbi Fehérvári út 1921 előtt, ma a Bartók Béla út belső szakasza (a kép felirata szerint „Weissenburger Strasse”, háttérben a Ferenc József híd)

A Fehérvári út egy kb. 4,4 kilométer hosszú sugárút Budapest XI. kerületében, mely a Móricz Zsigmond körtértől Budafok kocsiszínig vezet Újbuda keleti részét átszelve. A kelenföldi lapály egyik legforgalmasabb útvonala. Nevét onnan kapta, hogy hajdan erre vezetett a Budáról Székesfehérvárra tartó út.

## Története

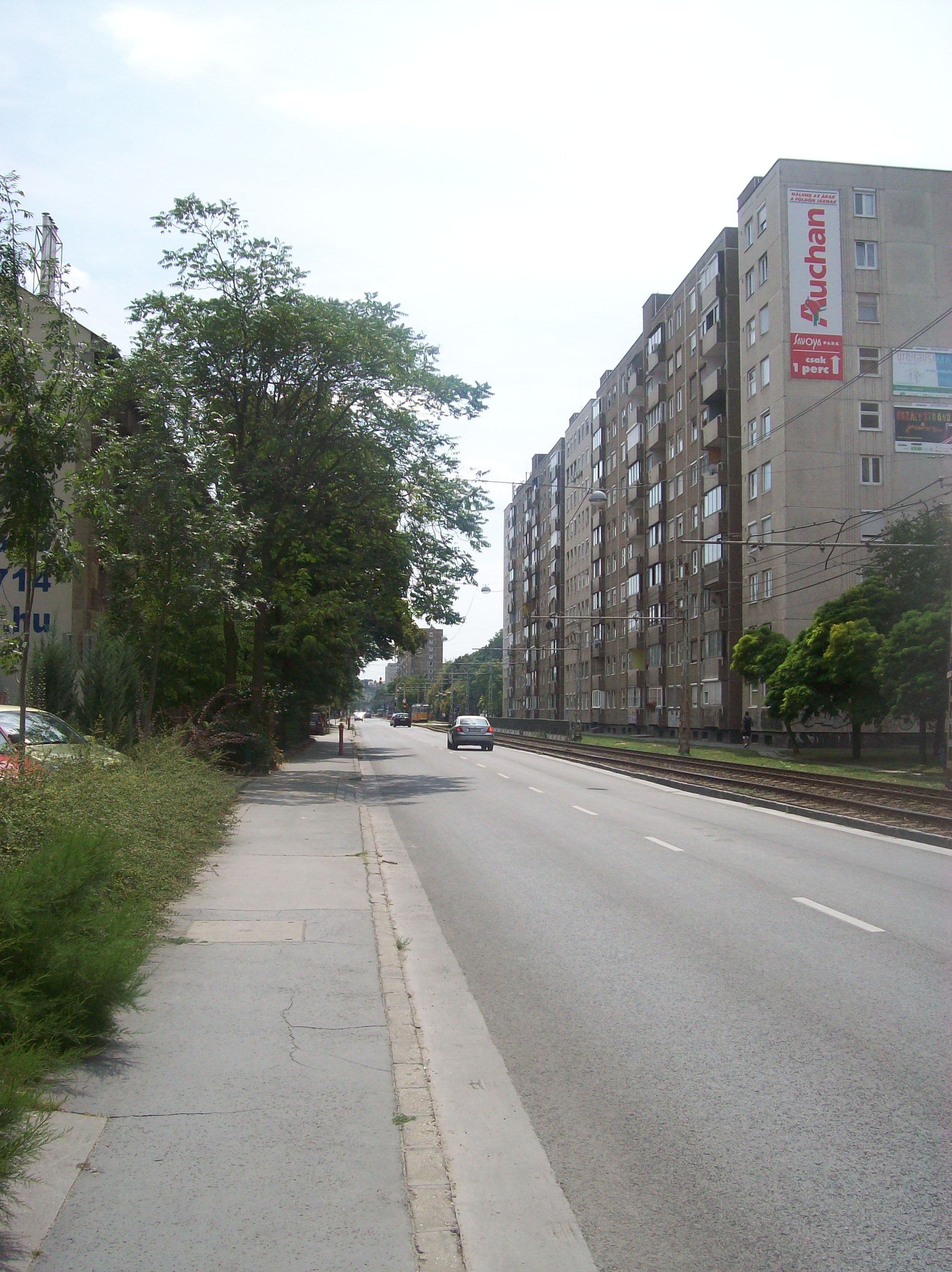
A Fehérvári út Kondorosi út és Építész utca közötti szakasza Albertfalván

Középkori eredetű útvonal. Egykor erre vezetett a budai várból Székesfehérvárra (latinul: Alba Regia, németül: Stuhlweißenburg) tartó út. (A Duna szabályozásáig helyenként mocsaras, lápos árterületen keresztül.) 1851-től Weissenburgerstrasse, vagy Strasse nach Stuhlweissenburg, 1872-től Fehérvári út. 1921-ig a Szent Gellért tértől indult. Albertfalvai szakasza a 18. századtól a Hauptstrasse (Fő utca), az 1870-es évektől az Albertfalvai út, az 1890-es évektől az Erzsébet királyné út, 1945-től a Szabadság út nevet viselte.
1899-ben megindult a Dél-Budai HÉV a Szent Gellért tértől a Fehérvári úton át, Albertfalva után kétfelé ágazva (Budaörsöt érintve) Törökbálint, valamint Budafokon át Nagytétény felé. Forgalmát 1963-tól az lentebbi táblázatban felsorolt villamosjáratok vették át.
A Fehérvári út elején a szakorvosi rendelőt 1947-ben adták át, amit 2004-2006 között újították fel. A Skála Budapest Nagyáruház 1976-ban nyílt meg. Az épületet lebontották, majd a helyére épült az Allee bevásárlóközpont 2009-ben. A Fehérvári úti vásárcsarnok doboza 2003-ban, az Skála átadása után 1977-ben felhúzott forgalmas piac, félig nyitott vasbeton piramisát fedte be. A Fehérvári utat a Móricz Zsigmond körtér és a Kondorosi út (Albertfalva kitérő) között 1973-ban kiszélesítették (irányonként két közúti sáv, plusz középen a villamospálya gyakori követéssel), akkor kapta mai formáját. (A 4-es villamos ekkor rövidült a jelenlegi végállomásáig.) Ezen a szakaszon helyezték át az úttest két széléről középre a villamospályát, amit utoljára az Albertfalva kitérőtől délre 1989-ben, attól északra 1996-ban újítottak fel. A Leányka utcai felüljáró 1965-1967 közötti megépülése után került át az 1972-re kiépített Kitérő úton át, a nyolcvanas években először a Petőfi híd felújítása után a Budafoki útra, majd 1995-től a frissen megépült Szerémi útra a 6-os főút XI. kerületi bevezető szakasza. A Fehérvári út a Kondorosi út és a budafoki elágazás között irányonként egy sávosra szűkül, a páratlan oldalon elkülönített villamosforgalommal.
2002-2005 között a Fehérvári út 87. szám alatt működött az RTL Klub kereskedelmi tévécsatorna székhelye.
2003-ban a Fehérvári út belső szakaszát a Móricz Zsigmond körtér átalakításához és a Bocskai úti gyalogos aluljáró kialakításához kapcsolódóan a 4-es villamos déli, Lágymányosi lakótelepi végállomásával együtt átépítették.
A Budafoki elágazásnál 2004 végén nyílt meg a Savoya Park bevásárlóközpont. Budafok kocsiszíntől 2005-ben hosszabbították meg hozzá a 2016-ban megszűnt 18-as villamost. A járat déli végállomása 1972 óta addig csak az Albertfalva, kitérő megállóhely volt. 2014-ben indult újra a már korábban is létezett 48-as viszonylat. A hétvégén közlekedő "bevásárlójárat" a bevásárlóközpontot köti össze a belvárosi Deák Ferenc térrel. 2016 óta a Savoya Parkhoz a villamossal való eljutást a 18-ast részben pótló 17-es és 48-as villamosjárat közösen biztosítja.
2006 augusztusában az M4-es metróvonal Bocskai úti állomásának építése miatt teljesen lezárták a Bocskai út és a Kanizsai utca közötti útszakaszt mind a közúti, mind a villamosforgalom elől. A villamosforgalom 2007 júliusában indult újra, majd röviddel ez után, még a nyár folyamán a közúti forgalom előtt is megnyitották az út páratlan oldalát, ahol irányonként egy-egy sávban bonyolódott a forgalom. A befelé vezető oldalt 2010 decemberében adták vissza a forgalomnak.
2016. január 16-ától a 18-as helyett a Városház térig csúcsidőben újrainduló 56-os jár 7-8 perces követési idővel, a Savoya Parkhoz pedig a 17-es villamos tér be. Az 56-os a Budafok központjának számító Városház térig csak csúcsidőben, a 47-es klasszikus dél budai járatot sűrítve, egyéb időszakokban 56A jelzéssel a Móricz Zsigmond körtérnél a Fehérvári út északi torkolatánál a Magyar Posta 1968-ra elkészült épülete és a Szakorvosi rendelő közötti 61-es a 17-es villamost a Villányi úton és az Alkotás utcan sűrítve, a Hűvösvölgyig a Krisztina körúton át közlekedő 56A-val osztozkodva végállomásoznak az Újbuda-központ metróállomás aluljárójával együtt 2003-ban kiépült vágánykapcsolatos félreállóhelyen, amit szakmai berkekben a villamosvezetők és a villamosbarátok tréfásan "SZTK rendezőnek" neveznek.
2016 nyarán nagymérvű felújítás kezdődött szinte az egész útvonalon: a villamosmegállókat az alacsony padlós villamosok magasságához igazítják, a pályát a legelhasználódottabb szakaszokon cserélték. Albertfalva kitérő vágányhálózata ekkor egyszerűsödött le sima vágánykapcsolatosra, két oldalt széles peronokkal. A munkához kapcsolódóan újjáépült az 1899-óta üzemelő Budafok kocsiszín vágányhálózata és épületeinek többsége. A rekonstrukció alatt a villamosközlekedés gyakorlatilag egész Dél-Budán szünetelt és – mivel az útfelület jelentős részét is érintette a rekonstrukció – a villamospótlás is nehézségekbe ütközött, részben a párhuzamos utakon (Sáfrány utca, Szerémi út) oldották meg. Az 1973 óta elkopott, széttöredezett úttest felújításakor a – 973-as éjszakai busz kivételével – az érintett buszjáratok (114-es, 213-as, 214-es) azóta a Kondorosi úton át a Tétényi úton közlekednek a Móricz Zsigmond körtéri belső végállomásukig. (Sűrítve az M4-es metróvonal átadása előtt forgalmasabb, de a metró átadása óta ritkább követésű klasszikus 7-es buszt.) 2019 nyarán az Etele út és a Bocskai út között is megújult az úttest. (Az Etele úthoz hasonlóan lámpákkal szabályozott, elkülönített villamosvágányok középen és irányonként egy forgalmi sáv, szélükön kijelölt kerékpársávokkal.)
2022. augusztus 13-tól a 213-as buszt a Szent Imre Kórház megközelíthetőségének javítása érdekében visszahelyezték a Fehérvári útra, amiről a járat ismét az Etele úton keresztül éri el a Tétényi utat.

### Megszűnt és ma is működő üzemek
A 20. század elejétől egészen a rendszerváltásig számos üzem működött a Fehérvári úton. A Csonka János Gépgyár (az államosítás után: Kismotor- és Gépgyár), a Budalakk, a Beloiannisz Híradástechnikai Gyár (BHG), a Gamma Művek, a Hajtómű- és Felvonógyár (HaFe, később Hajtómű és Festőberendezések Gyára) a Villamoserőmű Tervező és Szerelő Vállalat (VERTESZ), a Villamosszigetelő- és Műanyaggyár (VSzM), a Vasipari Kutatóintézet (VasKut), az Albertfalvi Cérnázógyár épületei szegélyezték az utat. Az üzemek ellátását iparvágányok segítették (Budalakk és a BHG Galambóc utcai üzemcsarnokánál), a tehervagonokat Mukikkal vontatták a helyszínre. Ekkor a Fehérvári úti villamospályának még közvetlen vágánykapcsolata volt Budafok kocsiszín mellett Albertfalva megállóhelynél a Budapest–Murakeresztúr-vasútvonallal.
Mára a korábbi üzemi épületek egy részét lebontották (Budalakk), egyes épületeket más vállalatok használják (BHG, HaFe, VERTESZ), illetve használatuk módosult (Gamma Művek) vagy részben módosult (VasKut), a VSzM és a  Cérnázógyár kft.-ként ma is üzemel.

### Villamosok a Fehérvári úton
(1963-ig vegyes üzemben a Dél-Budai HÉV járataival.)
- 4-es villamos 1959–1972 között
- 9-es villamos 1961–1986 között
- 9A villamos 1970–1972 között
- 17-es villamos 2016-tól
- 18-as villamos 1972–2016 között

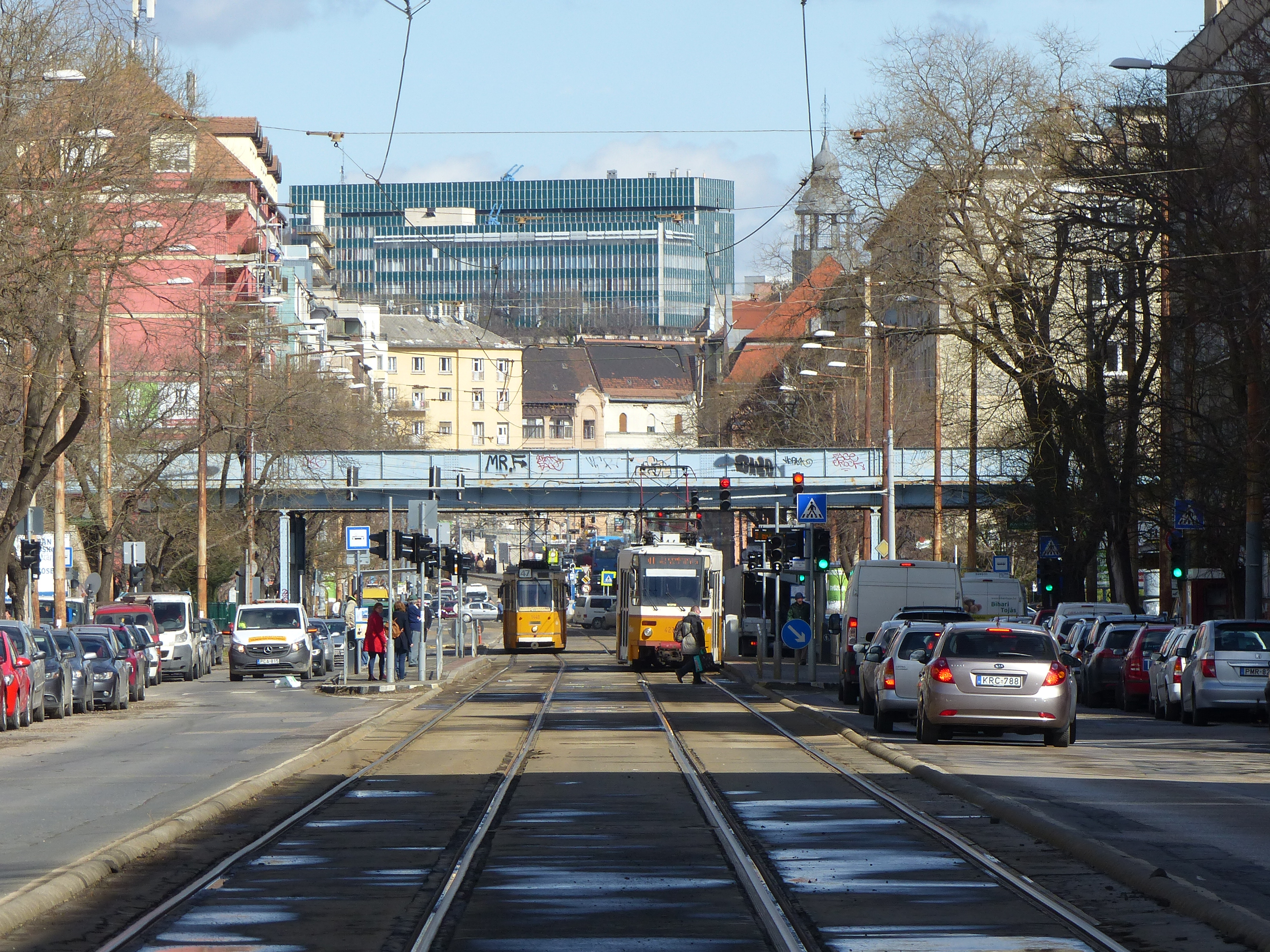
A Belváros felé tekintve a a Csonka János téri villamosmegállónál, a Körvasút felüljárójával

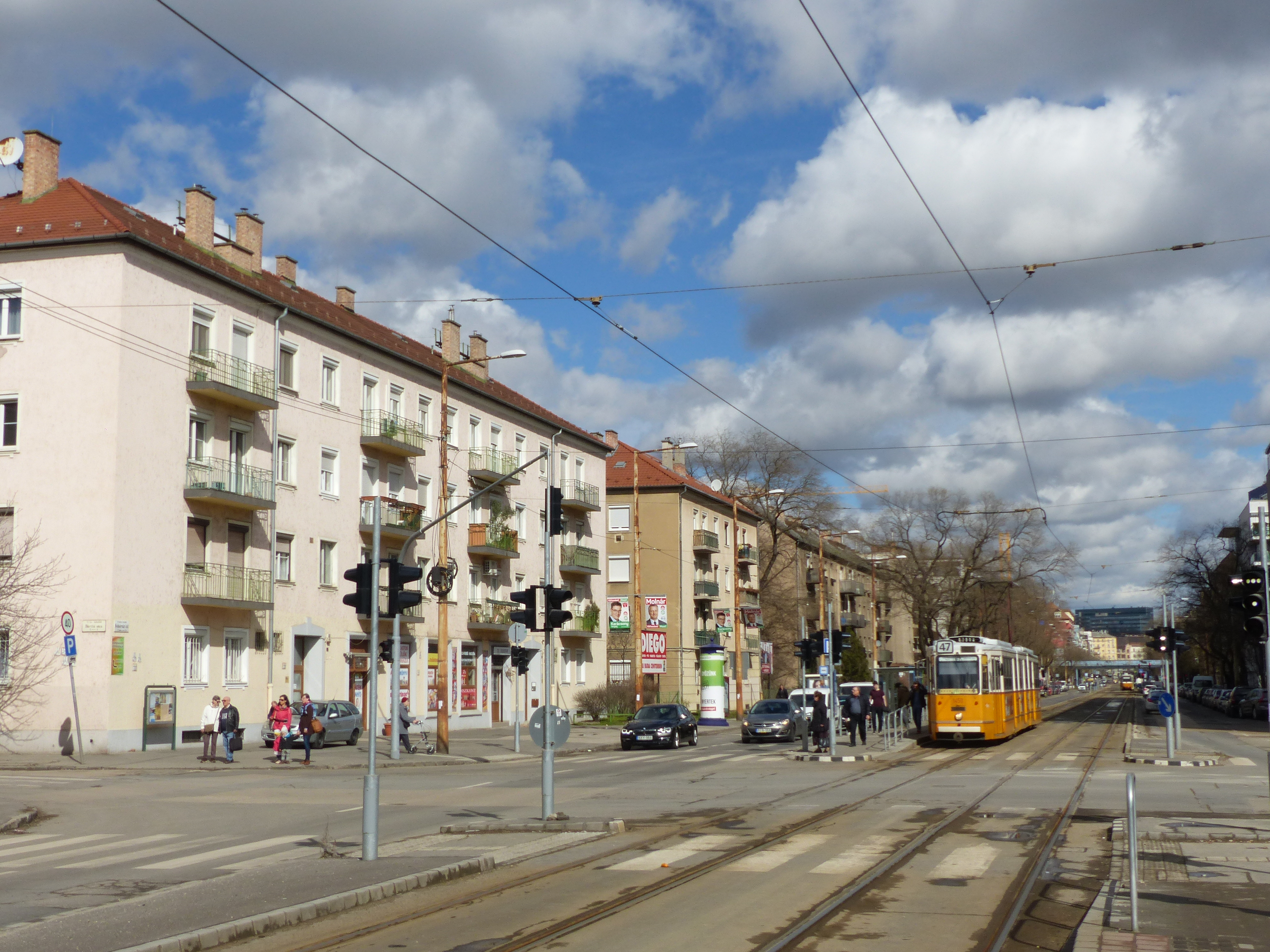
A kelenföldi szakasz a Bártfai utcánál

- 18A villamos vágányzárak idején több alkalommal
- 35-ös villamos 1941–1944 és 1947–1951 között
- 35A villamos 1950–1951 között
- 41-es villamos 1963–1972 között és 1993-tól
- 41A villamos 1963–1970 és 2007–2008 között, 2010-ben
- 43-as villamos 1963–1972 között
- 43A villamos 1963–1972 között
- 43B villamos 1963–1967 között
- 43É villamos 1963–1983 között
- 47-es villamos 1953–1959 és 1960-tól
- 47A villamos 1960–1961 között és 2010-ben
- 48-as villamos 1953–1960 között és 2014-től
- 48A villamos 1955–1961 között
- 56-os villamos 2007–2008 között és 2016-tól
- 61-es villamos 2015-ben
- 118-as villamos 2003–2007 között

| Villamosjáratok a Fehérvári úton |   |
|                                  | ' |

## Közlekedés

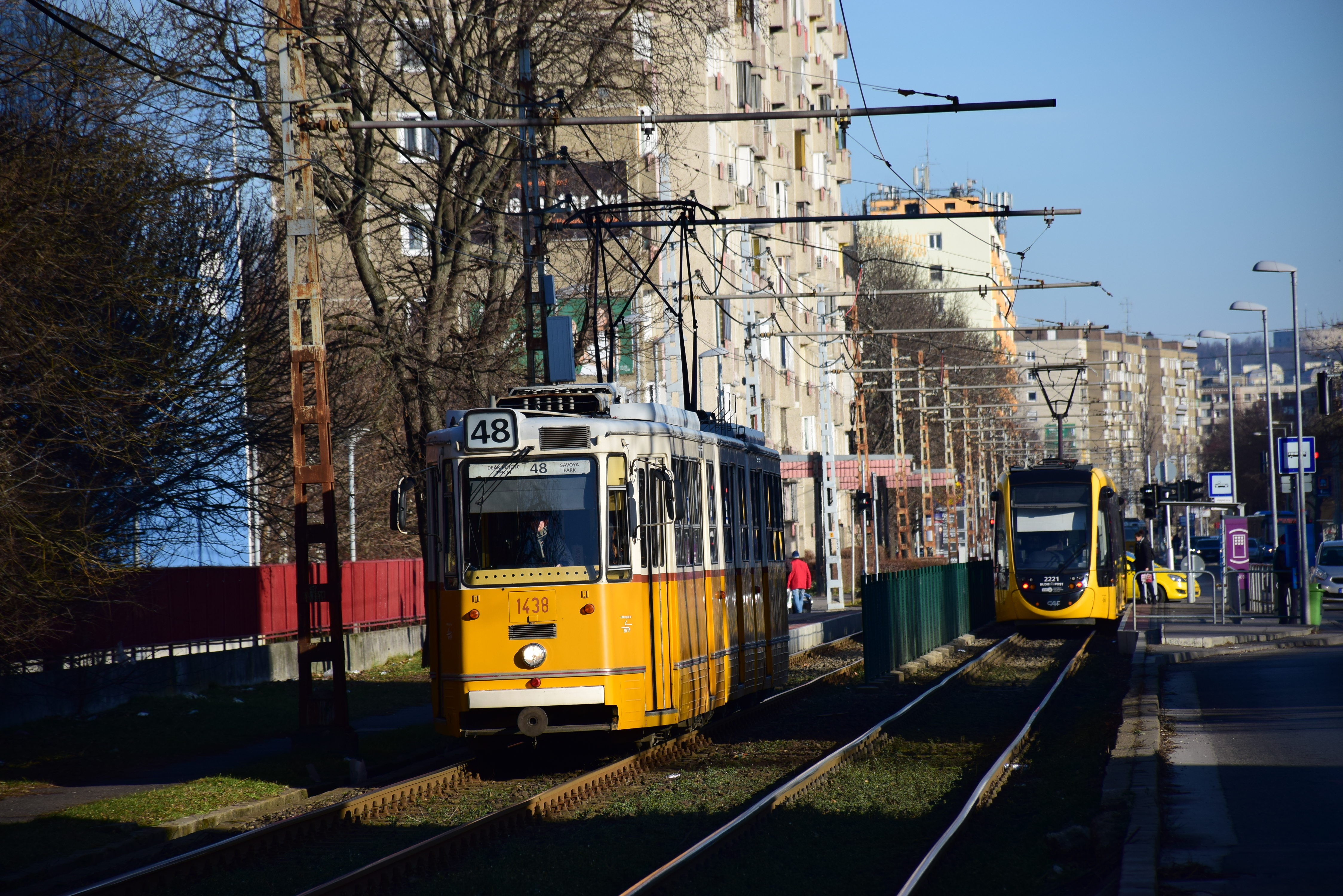
Villamosok a Fehérvári út albertfalvai szakaszán

A XI. kerület egyik legforgalmasabb útszakasza.
Itt jár a 17-es, a 41-es, 47-es, a hétvégén a 48-as és a munkanapokon csúcsidőben közlekedő 56-os villamos, néha terelések során a 61-es járat, valamint az albertfalvai szakaszon a közösen szintén gyakori követésű 114-es, a 213-as és a 214-es autóbusz.
A Fehérvári út végén fekszik a Budafok kocsiszín. Közelében a Budapest–Murakeresztúr-vasútvonal Albertfalva megállóhelye mellett halad a Budapest–Pécs-vasútvonal is. A Leányka utcai vasúti felüljárón átkelve a budafoki elágazásnál Budafok és Kamaraerdő felé mennek tovább a villamosok a Dél-Budai HÉV megmaradt pályáján. A Kelenföldi és a Ferencváros közötti Körvasút hídja még a belső szakaszán keresztezi.

## Nevezetességek
Számos üzlet, két piac szegélyezi, az elején és a végén pedig egy-egy bevásárlóközpont fekszik. Az út mellett található a kelenföldi lakótelep és az albertfalvai lakótelep is.

### Páratlan oldal
Fehérvári út 47.
Fővárosi Művelődési Ház ()

### Páros oldal
Fehérvári út 12.
Szent Kristóf Szakrendelő ()
Kőrösi József u. 7-9.
Fehérvári úti vásárcsarnok ()